# Ecosphere (Magazin)
Ecosphere ist eine begutachtete, internationale Fachzeitschrift für Ökologie.
Die Zeitschrift wird von der Ecological Society of America als Open-Access-Zeitschrift herausgegeben. Der Impact Factor beträgt 3,2 und sie belegt Platz 57 von 449 Fachzeitschriften.